# Rana's Wedding
Rana's Wedding, também conhecida como Jerusalem, Another Day (em árabe, القدس في يوم أخر), é um filme palestiniano estreado em 2002, produzido em associação com os Países Baixos e financiado pela Fundação de Cinema Palestiniano. O filme filmou-se em Jerusalém sob a direcção do palestiniano Hany Abu-Assad, que é um dos primeiros directores de cinema da Palestina a chegar ao Festival de Cannes com o seu filme, que foi seleccionado para ser exibido na Semana Internacional da Crítica em 2002. 
O filme também se projectou em múltiplos festivais de cinema de todo mundo e recebeu excelentes críticas e prémios internacionais. Rana's Wedding apresenta o conflito palestiniano-israelita de uma maneira excepcional e convincente, utilizando os géneros românticos e de humor negro. O filme retrata, através do drama matrimonial de casais, uma vivida imagem da luta diária de um palestiniano por levar uma vida normal.

## Sinopsis
O filme apresenta uma jovem de 17 anos chamada Rana que está sujeita a uma decisão crucial que muda a sua vida numa idade muito precoce. Como o seu pai decide abandonar a Palestiniana e mudar-se para o Egipto e devido às condições de trabalho e de vida caóticas, ela trata de manter uma vida digna para manter a sua família. Um dia acorda e encontra uma carta do seu pai na qual se lhe informa sobre a difícil decisão. Na carta é-lhe apresentada duas opções, que viaje com ele para o Egipto e que continue com a sua educação sob a o seu olhar atento, ou permanecer na Palestiniana e casar-se para se assegurar de que alguém irá cuidar dela na ausência dele. Ainda que as opções pareçam bastante razoáveis, há um senão, pois o seu pai só permitir-lhe-á casar-se com um dos homens que mencionou numa lista com a carta, porque são os homens mais reputados e dignos de confiança em Jerusalém. Outra condição que lhe impõe é que Rana deve tomar esta crítica decisão apenas dez horas antes do seu pai iniciar a viagem para sair da Palestina.

## Elenco

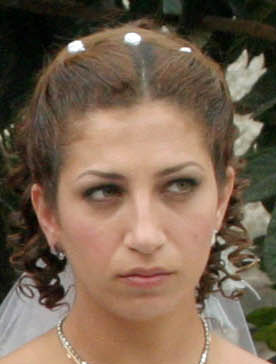
O filme marcou a estreia no cinema da actriz Clara Khoury.

### Actores
| Actor          | Personagem |
| -------------- | ---------- |
| Clara Khoury   | Rana       |
| Khalifa Natour | Khalil     |
| Ismael Dabbagh | Ramzy      |
| Zuher Fahoum   | Pai        |
| Bushra Karaman | Avó        |

### Créditos de produção
| Cargo                | Nome                    |
| -------------------- | ----------------------- |
| Director             | Hany Abu-Assad          |
| Roteirista           | Liane Badr              |
| Roteirista           | Ihab Lamey              |
| Produtor             | Bero Beyer              |
| Produtor             | George Ibrahim          |
| Produtor associado   | Mohammad Rachid         |
| Escritor             | Liane Badr              |
| Editor               | Denise Janzee           |
| Música               | Mariecke van der Linden |
| Música               | Bashar Abd Rabbou       |
| Desenho de vestuário | Hamada Atallah          |
| Som                  | Mark Wessner            |

## Recepção
Rana's Wedding foi analisada por muitos meios escritos, websites especializados e críticos notáveis e, em general, recebeu críticas positivas.
- Rana's Wedding foi criticado por Stephen Holden de The New York Times em 2003, discutindo o trama e brindando ao apoio pelo filme para aumentar o interesse dos espectadores para esta história única.[3]
- Foi criticado pela Al Bawaba em 2002, que identificou-o como tendo sido capaz de aumentar a presença árabe no festival de Cannes.[4]
- O website Metacritic apresenta uma grande quantidade de críticos que expressam a sua opinião sobre o filme e lhe proporcionam excelentes críticas.[5][5]
- Um artigo escrito por Janice Page em 2004 e publicado na página Boston.com dá uma boa classificação ao filme.[1]
- About.com qualificou o filme Rana's Wedding com 3.5 estrelas sobre 5 possíveis, baseado numa crítica escrita por Jürgen Fauth, que apoia o filme e avalia o seu trama.[6]
- Em Rotten Tomatoes conta com uma percentagem de aprovação de 93%.
- Já o IMBD deu-lhe uma classificação de 6.7 sobre 10.[7]